# Grafschaftsmuseum Wertheim und Otto-Modersohn-Kabinett

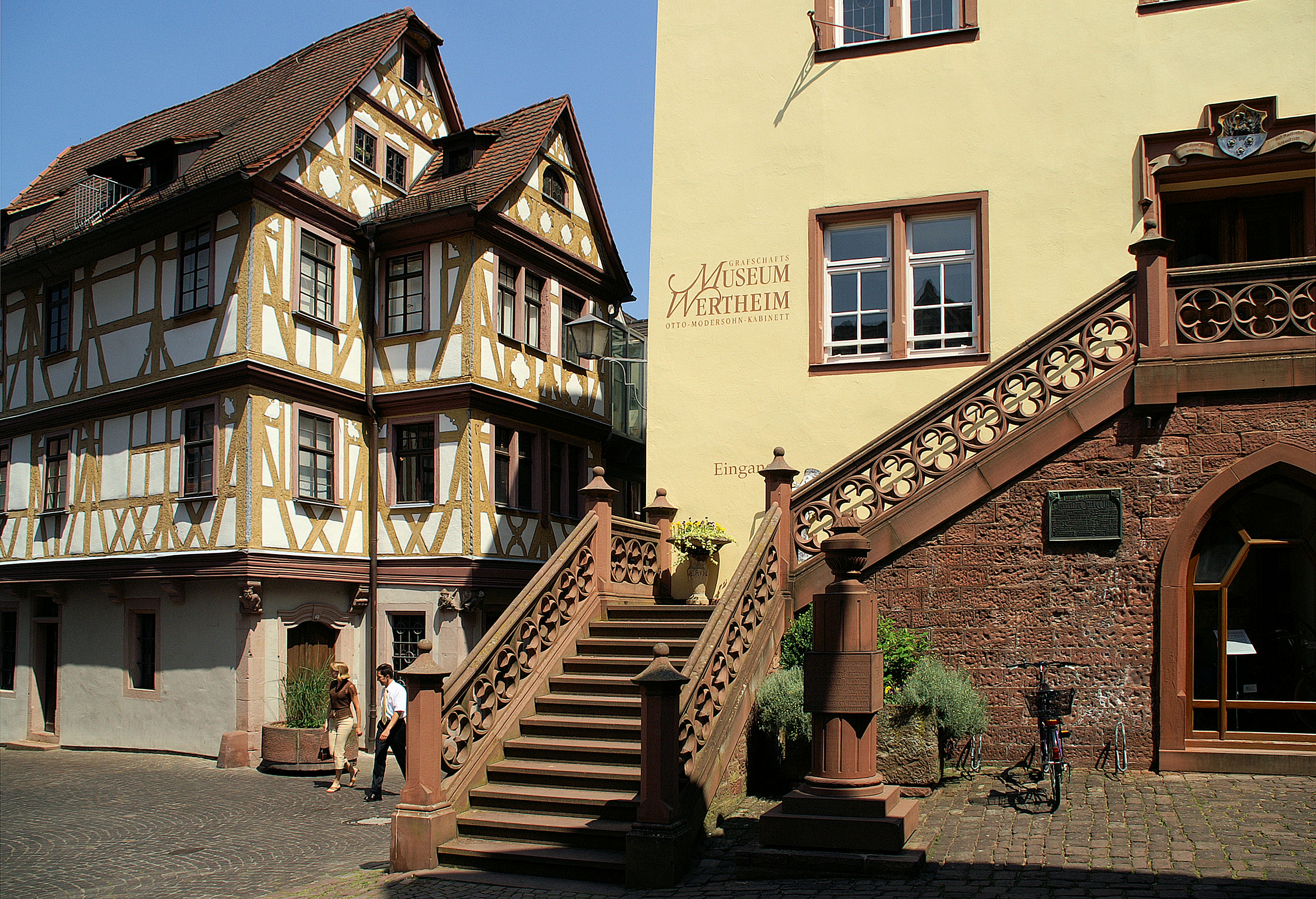
Das Grafschaftsmuseum Wertheim

Das Grafschaftsmuseum Wertheim und Otto-Modersohn-Kabinett ist das frühere Historische Museum für Stadt und Grafschaft Wertheim im Main-Tauber-Kreis in Baden-Württemberg. Das Grafschaftsmuseum Wertheim umfasst die Sammlungen der Stadt Wertheim und des Historischen Vereins Wertheim e. V. Es schützt und pflegt kulturelle Erzeugnisse, die auf dem Gebiete der ehemaligen Grafschaft Wertheim entstanden sind, hier genutzt wurden oder einen inhaltlichen Bezug zur Landschaft, Kultur oder Geschichte der Region haben.

## Lage
Das Museum befindet sich in einem Gebäudekomplex, der teilweise aus dem 14./15. Jahrhundert stammt. Es umfasst das Alte Rathaus (den Vierherrenhof, das Sommerhaus, den Klinkharts- oder Rankenhof und den 1889 erbauten vorspringenden südwestlichen Flügel), das Haus zu den Vier Gekrönten sowie das Blaue Haus, ein mit Smalteblau gestrichenes Fachwerkhaus. Es liegt in der Altstadt von Wertheim, unweit des Marktplatzes.

## Geschichte
1878 erfolgte erstmals in der Wertheimer Zeitung „die freundliche Aufforderung an alle, welche im Besitz von Schriften, Drucksachen oder bildlichen Darstellungen sind, die sich auf Wertheimer Verhältnisse beziehen …“, diese für „die anzulegenden städtischen Sammlung stiften zu wollen“ – an anderer Stelle ist von einem „Städtischen Museum“ die Rede.
Der Gemeinderat nahm sich der Sache an, stellte einen Schrank diesem Zweck zur Verfügung und garantierte eine Beaufsichtigung. Da die Sammlung schnell wuchs, wurde eine so genannte Städtische Altertumshalle ab 1886 dann im dritten Geschoss der Kilianskapelle eingerichtet.
Nach der Renovierung der Kapelle 1904 wurde dort das Museum neu eingerichtet, betreut durch den im selben Jahr gegründeten Historischen Verein mit Unterstützung der Stadt Wertheim. Der Historische Verein Alt Wertheim erwarb 1915 das Haus zu den Vier Gekrönten, um die sich immer mehr erweiternden Bestände zu präsentieren. Die Sammlung erlangte schließlich eine solche Bedeutung, dass im Jahr 1922 Prof. Dr. Rott, Direktor des  Badischen Landesmuseums Karlsruhe, sich ihrer annahm und sie neu geordnet aufstellte.
Nach dem Krieg 1945 war man bemüht, Möglichkeiten für eine zeitgemäße und adäquate Aufstellung der Sammlung zu finden. Am 11. September 1981 wurde das Museum in der ehemaligen katholischen Hofhaltung in der Mühlenstraße eröffnet und 1985 durch den Barock- und den Ständersaal erweitert. Ferner kamen die Weinbau- und Fischerabteilung hinzu. 1988 zog die Sammlung in das Alte Rathaus um. Am 27. August 1989 wurde das Haus durch Ministerpräsident Lothar Späth eröffnet und 1993 in Grafschaftsmuseum umbenannt. 1999 wurde das Haupthaus mit dem restaurierten Haus zu den Vier Gekrönten als Erweiterung durch einen Glassteg verbunden.

## Gebäude

### Altes Rathaus (Haupthaus)

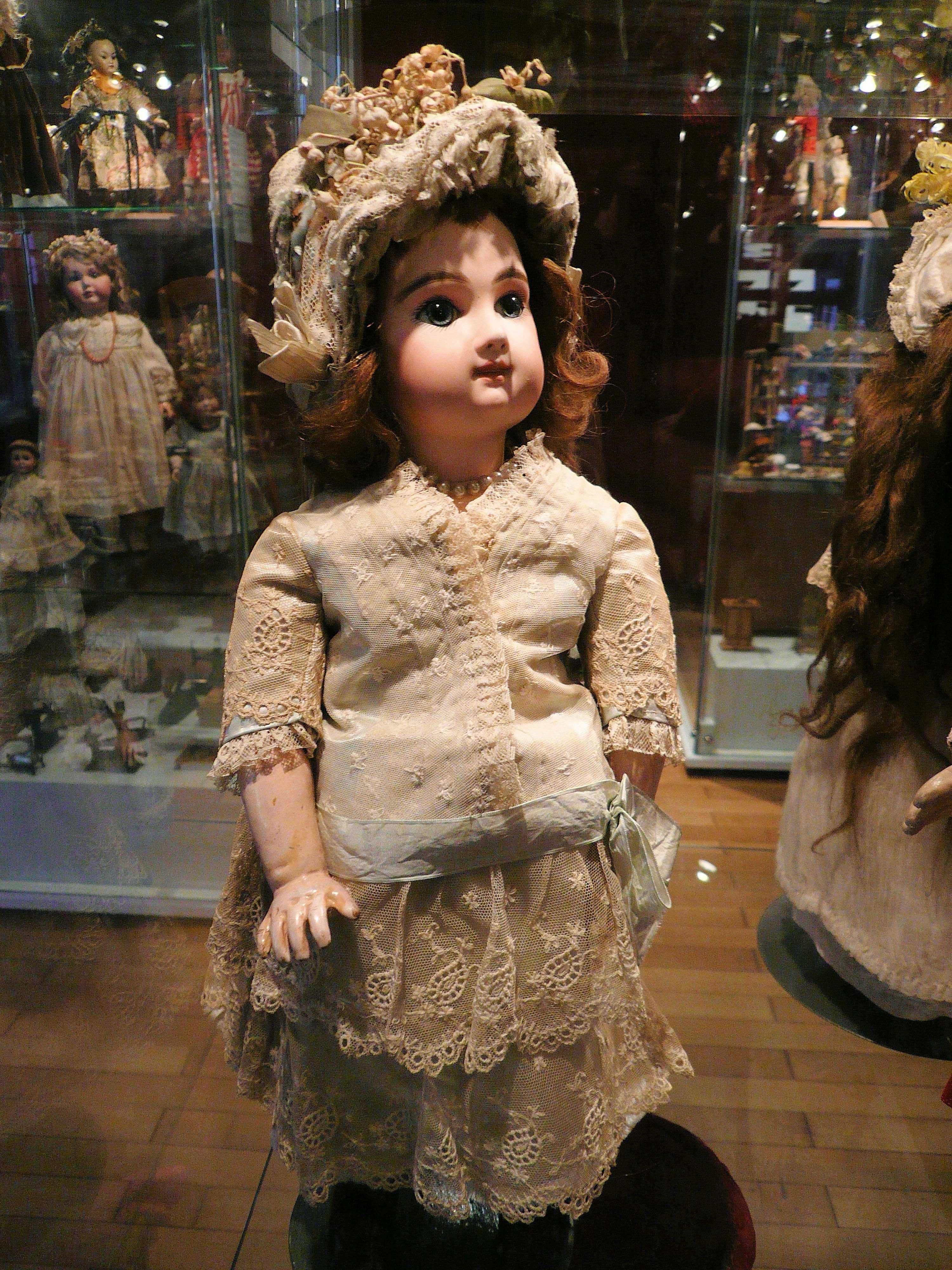
Puppen und Puppenstuben des 19. Jahrhunderts aus der Sammlung Weidelt

Die Ausstellungskonzeption im Alten Rathaus ist abhängig von der besonderen Architektur des Renaissancegebäudes. Es bietet eine Ausstellungsfläche von rund 2200 m².
- Keller: Gewölbekeller (für Weinproben buchbar)
- Erdgeschoss: Eingangsbereich mit Museums-Shop, Ausstellung: Wertheim - Stadt an zwei Flüssen
- 1. Obergeschoss: Burgausstellung (Burgmodelle, Burgfunde, Burgansichten in der Kunst, Rittersaal), Experimenta-Parcours, Textilausstellung und Blaudruck, Werke der Futterer-Brüder, Scherenschnitte - Sagen - Märchen, Puppen und Puppenstuben (Sammlung Weidelt)
- 2. Obergeschoss: Otto-Modersohn-Kabinett (Werke von Otto Modersohn und seiner dritten Frau Louise Modersohn-Breling, die auf den Reisen nach Franken entstanden sind), Musikhistorische Abteilung, Sonderausstellungsräume

### Haus "Zu den vier Gekrönten"
Das Haus "Zu den vier Gekrönten" ist seit Sanierung 1999 durch eine Glasbrücke mit dem Haupthaus verbunden.
- Erdgeschoss: historische Küche (um 1914/1915 eingerichtet - blieb als Dokument früherer Museumskonzeption erhalten und ist mit historischen Ofenplatten des 16. bis 18. Jahrhunderts ausgestattet), jüdische Abteilung
- 1. Obergeschoss: Konfessionelle Vielfalt: Die evangelische und katholische Abteilung, Geflüchtetes Gut der Ungarndeutschen
- 2. Obergeschoss: Bedeutende Wertheimer Persönlichkeiten, Das Wertheimer Frauenzimmer, Münzkabinett
- Dachgeschoss: Kunsthandwerk - Zinn, Keramik, Silber, Waffen, historische Dachziegelsammlungen.

## Sammlung

### Grafschaftsmuseum
Neben der ständigen Förderung durch die Zentralstelle für Museumsbetreuung (Renovierung, Ausstattung u. ä.) ist das Museum seit 1985 seitens der Landesregierung als „überregional bedeutsam“ eingestuft worden und erhält dauerhafte Mittel des Ministeriums für Wissenschaft und Kunst (sog. Lotto- und Toto-Mittel). Neben den ursprünglichen Sammlungsgebieten (u. a. zur Geschichte der Wertheimer Grafen, der Fürsten und des Bürgertums, zu den Wertheimer Zünften, zur Volkskunst und Kleidungsgeschichte der Dörfer in der ehemaligen Grafschaft) haben sich auch neue Themen (Musikhistorische Abteilung, Konfessionsgeschichte, Geschichte der Heimatvertriebenen) entwickelt.
Ursprünglich hat der Historische Verein auch Glasobjekte gesammelt. Mit Gründung des Glasmuseums Wertheim wurde diese Sammlung als Leihgabe dorthin gegeben.
Der Altbestand des Museums wird ständig systematisch ausgebaut, kann in seiner Gesamtheit allerdings keinen ausgewogenen Gang durch alle Jahrhunderte der Wertheimer Stadt- und Grafschaftsgeschichte bringen. Aus den Beständen werden Schwerpunktthemen gesetzt und Sonderausstellungen zu Einzelthemen gezeigt. Das Museum verfügt gegenwärtig über rund 19000 Objekte sowie 1000 Münzprägungen.
Das Museum sieht sich als länderübergreifende Institution, gleichsam als „Landesmuseum für die ehemalige Grafschaft Wertheim“ (Zitat Zoege von Manteuffel, Direktor des württembergischen Landesmuseum in Stuttgart).
Als Kunstmuseums sammelt das Haus Werke von Künstlern, die mit Wertheim verbunden sind.

### Otto-Modersohn-Kabinett

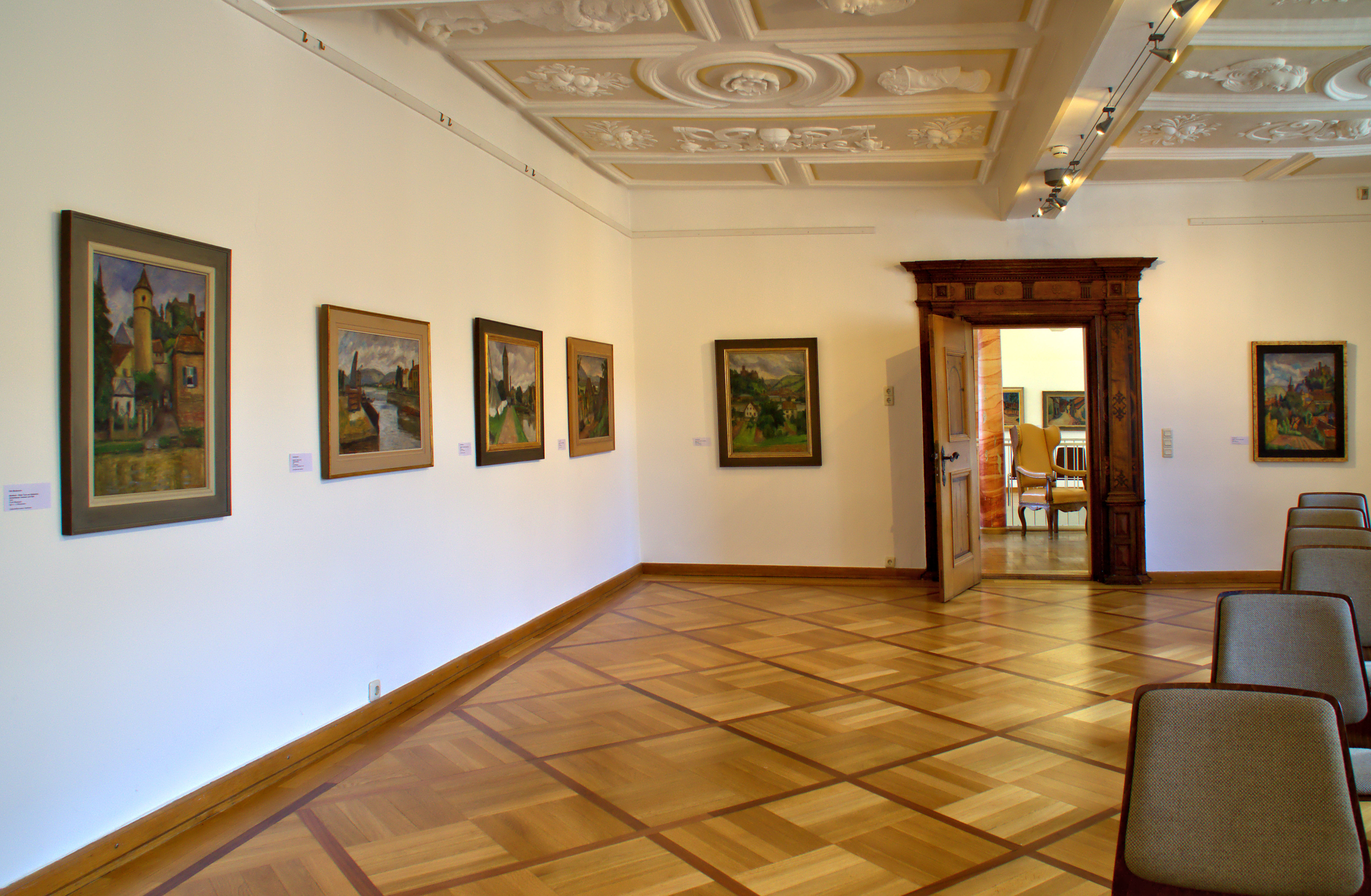
Otto-Modersohn-Kabinett

1989 wurde das Otto-Modersohn-Kabinett eröffnet. Den Kern der Sammlung bildet eine Schenkung des Wertheimer Kunstmäzens und Sammlers Wolfgang Schuller von insgesamt 14 Bildern Modersohns aus der Zeit seiner insgesamt sieben Reisen zwischen 1916 und 1927 in die Region Franken. Sie wird ergänzt durch Bilder von seiner dritten Ehefrau Louise Modersohn-Breling. Modersohns Werke stammen aus der Zeit seiner künstlerischen Wandlung, in welcher der Einfluss von Cézanne, Renoir und Pascin und anderen Franzosen sowie die Formvereinfachung des deutschen Expressionismus  zutage traten. Das Museum baut die Sammlung von Gemälden Modersohns und von Grafiken und Gemälden anderer Künstler, die einen Bezug zur Stadt Wertheim haben, ständig aus.

## Dependance

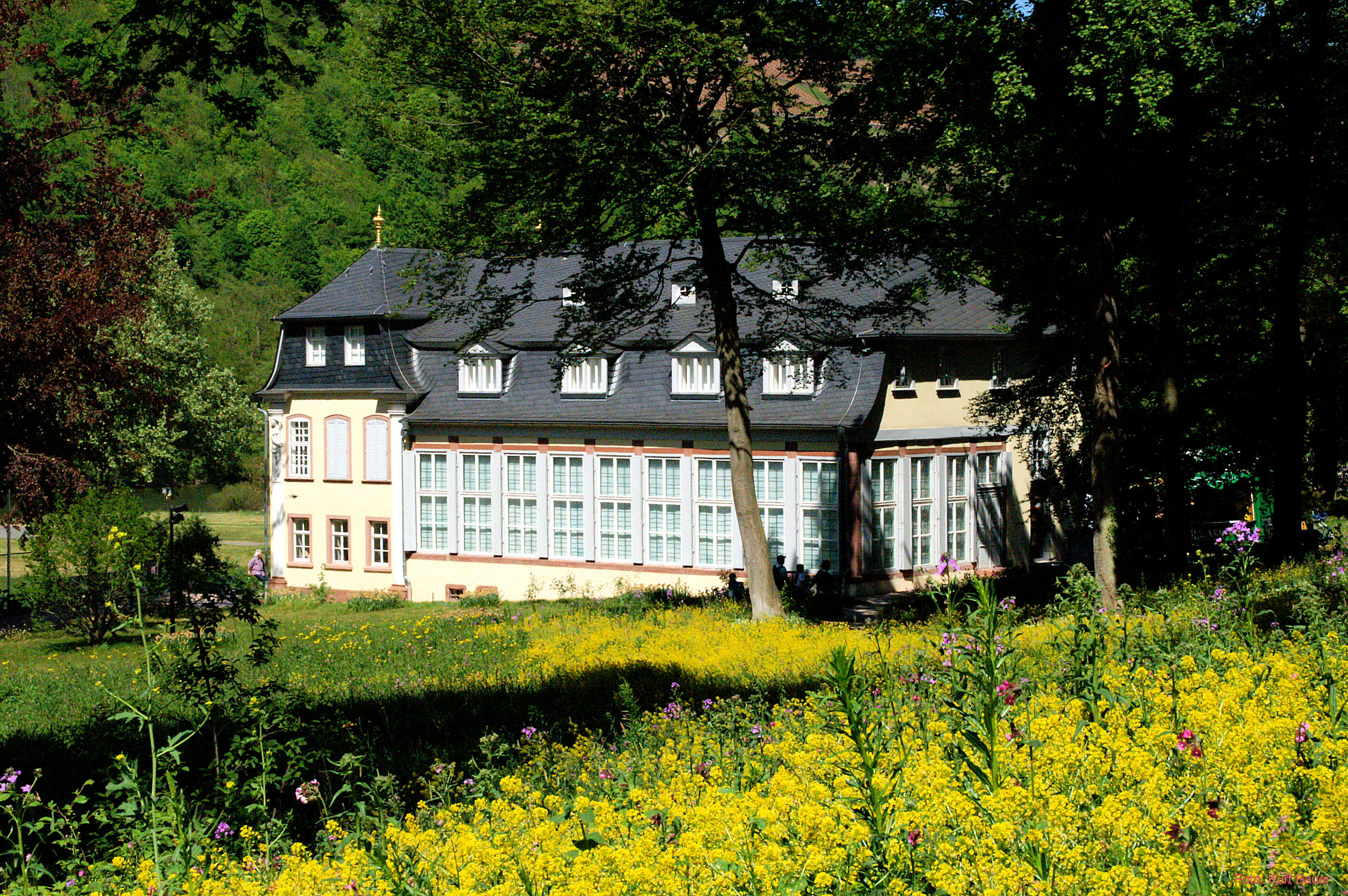
Das Schlösschen im Hofgarten am Ortseingang von Wertheim

Das Museum Schlösschen im Hofgarten ⊙, dessen Träger eine Stiftung ist, wird wissenschaftlich vom Grafschaftsmuseum kuratiert. Die Stiftungssammlung Die Berliner Secession wird wiederkehrend im Schlösschen gezeigt. Dazwischen werden wechselnde Sonderausstellungen präsentiert.
Auch die volkskundliche Sammlung der Alfred-Prassek-Stiftung in Kreuzwertheim wird wissenschaftlich vom Grafschaftsmuseum beraten.

## Museumspädagogik
Das Museum bietet Führungen und didaktische Kurse über bestimmte Kunst- und Kulturtechniken an, darunter der Blaudruck, der Scherenschnitt und die Kunst der Feuererzeugung.